# 제42회 백상예술대상
제42회 백상예술대상은 2006년 4월 14일에 열린 시상식이다.

## 수상 및 후보

### 영화 대상
- 왕의 남자 - 이준익 수상

### 영화 작품상
- 혈의 누
- 왕의 남자
- 친절한 금자씨
- 형사 Duelist
- 사랑니

### 영화 감독상
- 형사 Duelist - 이명세 수상
- 달콤한 인생 - 김지운
- 너는 내 운명 - 박진표
- 친절한 금자씨 - 박찬욱
- 왕의 남자 - 이준익

### 영화 시나리오상
- 연애의 목적 - 고윤희 수상
- 음란서생 - 김대우
- 혈의 누 - 이원재
- 사랑니 - 정지우
- 왕의 남자 - 최석환

### 영화 신인감독상
- 음란서생 - 김대우 수상
- 야수 - 김성수
- 웰컴 투 동막골 - 배종
- 오로라 공주 - 방은진
- 용서받지 못한 자 - 윤종빈

### 영화 남자최우수연기상
- 달콤한 인생 - 이병헌 수상
- 연애의 목적 - 박해일
- 너는 내 운명 - 황정민
- 왕의 남자 - 정진영
- 혈의 누 - 차승원

### 영화 여자최우수연기상
- 친절한 금자씨 - 이영애 수상
- 오로라 공주 - 엄정화
- 청연 - 장진영
- 너는 내 운명 - 전도연
- 연애의 목적 - 강혜정

### 영화 남자신인연기상
- 왕의 남자 - 이준기 수상
- 사랑니 - 이태성
- 태풍태양 - 천정명
- 용서받지 못한 자 - 하정우
- 6월의 일기 - 에릭

### 영화 여자신인연기상
- 사랑니 - 정유미 수상
- 광식이 동생 광태 - 김아중
- 여고괴담 4 - 목소리 - 김옥빈
- 종려나무 숲 - 김유미
- 파랑주의보 - 송혜교

### 영화부문 인기상
- 현빈 수상
- 김아중 수상

### TV 대상
- 내 이름은 김삼순

### TV 작품상(드라마)
- 토지 - SBS 수상
- 내 이름은 김삼순 - MBC
- 장밋빛 인생 - KBS
- 패션70s - SBS
- 황금사과 - KBS

### TV 작품상(예능)
- 상상플러스 - KBS 수상
- 느낌표 - 눈을 떠요 - MBC
- 야심만만 만명에게 물었습니다 - SBS
- 해피투게더 - 프렌즈 - KBS

### TV 작품상(교양)
- SBS스페셜, 나는 가요-도쿄, 제2학교의 여름 - SBS 수상

### TV 연출상
- 장밋빛 인생 - 김종창 수상
- 내 이름은 김삼순 - 김윤철
- 토지 - 이종한

### TV 극본상
- 내 이름은 김삼순 - 김도우 수상
- 장밋빛 인생 - 문영남
- 굳세어라 금순아 - 이정선

### TV 남자최우수연기상
- 프라하의 연인 - 김주혁 수상
- 장및빛 인생 - 손현주
- 부활 - 엄태웅

### TV 여자최우수연기상
- 장밋빛 인생 - 최진실 수상
- 내 이름은 김삼순 - 김선아
- 토지 - 김현주

### TV 남자신인연기상
- 패션70s - 천정명 수상
- 굳세어라 금순아 - 강지환
- 궁 - 주지훈

### TV 여자신인연기상
- 황금 사과 - 이영아 수상
- 달콤한 스파이 - 남상미
- 궁 - 윤은혜

### TV 남자예능상
- 일요일이 좋다 - 유재석 수상
- 강력추천 토요일, 일요일이 좋다 - 박명수
- 상상플러스 - 탁재훈

### TV 여자예능상
- 웃음을 찾는 사람들 - 김신영 수상
- 개그콘서트 - 강유미
- 해피선데이 - 현영

### TV 신인연출상
- 이 죽일 놈의 사랑 - 김규태 수상
- 불량주부 - 유인식
- 제5공화국 - 임태우

### TV 특별상
- 김형곤 수상

### TV부문 인기상
- 조현재 수상
- 현영 수상